# منچستر (مینه‌سوتا)
منچستر، مینه‌سوتا (به انگلیسی: Manchester, Minnesota) یک شهر در ایالات متحده آمریکا است که در شهرستان فری‌بورن، مینه‌سوتا واقع شده‌است.

## خصوصیات
منچستر ۰٫۲۳ کیلومترمربع مساحت و ۵۷ نفر جمعیت دارد و ۳۹۳ متر بالاتر از سطح دریا واقع شده‌است.